# Fairy Tales
Fairy Tales è il secondo album studio della cantante Nikka Costa, pubblicato dalla casa discografica Ariola Records nel 1983. L'album è stato pubblicato anche in spagnolo con il titolo Cuentos de hadas, ed è stato pubblicato in Europa e in America del Sud.

## Tracce

### Lato A
1. First Love
2. I Believe In Fairy Tales
3. Without You
4. My Boyfriend's Back
5. Morning Comes
6. He's My Clown

### Lato B
1. Stay Daddy Stay
2. Trick Or Ttreat
3. Time On My Side
4. Candy Man
5. Someone Who Needs Me
6. Tomorrow